# Jimmy Dixon
Jimmy Dixon est un footballeur libérien né le 10 octobre 1981 dans le comté de Bomi. Il évolue au poste de défenseur.

## Carrière
- 1998-1999 : Mark Professionals  Liberia
- 1999-2002 : Floda BoIF  Suède
- 2002-2006 : BK Häcken  Suède
- 2007-2009 : Malmö FF  Suède
- 2009-2012 : Manisaspor  Turquie
- 2012 : BK Häcken  Suède
- 2013- : Boluspor  Turquie

## Sélections
- 24 sélections et 0 but avec le Liberia depuis 1999[1].